# 高崎智彦
髙崎 智彦（たかさき ともひこ、1957年〈昭和32年〉3月11日 - ）は、日本の医師、ウイルス学者。株式会社 ビー・エム・エル 先端技術開発本部 顧問。学位は医学博士（大阪医科大学・1991年）。
東京大学大学院医学系研究科 シニアアドバイザー、東京大学新世代感染症センター デングウイルスコンソーシアム メンバーなども務めている。

## 経歴・人物
専門は新興感染症、再興感染症（日本脳炎、デング熱、ジカ熱）など。
大阪府立大手前高等学校を卒業。医師を志して大阪医科大学医学部（現大阪医科薬科大学）へ入学する。1982年 大阪医科大学医学部を卒業し医師免許を取得。大阪府済生会中津病院 耳鼻咽喉科 医員の後、1987年 カリフォルニア大学ロサンゼルス校（ヒト免疫不全ウイルス研究）へ留学。1989年 大阪医科大学 耳鼻咽喉科学の助手として復学した。ユニチカ中央病院（現宇治武田病院）耳鼻咽喉科 医長などを経て、1991年 近畿大学医学部 細菌学教室に講師として着任。倉根一郎教授などと共に研究教育をおこなった。
1998年 厚生省 国立感染症研究所 ウイルス第一部 室長に就任。在職中、日本脳炎、デング熱、ジカ熱などの蚊媒介ウイルス感染症などの病因研究、ワクチン開発の基礎研究などに貢献した。2016年3月 国立感染症研究所を退官し客員研究員に就任。
2016年4月 神奈川県衛生研究所 所長に着任した。在職中は神奈川県内外の新型コロナウイルス感染症対策などに尽力した。2022年3月 神奈川県衛生研究所を退官。
2022年4月 ~ 現在 株式会社ビー・エム・エル 先端技術開発本部 顧問、2023年 ~ 現在 東京大学大学院医学系研究科 国際保健学専攻 国際生物医科学講座 発達医学（モイ・メンリン研究室） シニアアドバイザー、2024年 ~ 現在 東京大学新世代感染症センター デングウイルスコンソーシアム メンバーや、母校の大阪医科薬科大学医学部 微生物学・感染制御学 非常勤講師など、現在もウイルス学、感染症学のエキスパートとして研究や人材育成等をおこなっている。

## 所属学会
- 日本ウイルス学会 理事
- 日本ワクチン学会 理事
- 日本感染症学会 評議員
- ウエストナイルウイルス防疫技術検討会 専門委員
- 日本脳炎ワクチン製造承認 専門委員

など